# Kraftwerk Hirschfelde
Das ehemalige Kraftwerk Hirschfelde ist ein Industriedenkmal und ehemaliges Museum in Ostsachsen. Es gehörte zum Oberlausitzer Bergbaurevier.

## Lage
Es befindet sich im Zittauer Ortsteil Hirschfelde im Landkreis Görlitz an der Bundesstraße 99 zwischen Zittau und Görlitz, direkt an der Grenze zu Polen.

## Geschichte

### Betrieb
Das Technische Denkmal und Museum ist der erhaltene Teil des ältesten sächsischen Großkraftwerkes. Der Beschluss zum Bau erfolgte 1909, bis 1911 wurde das Kraftwerk errichtet. Nach der Verstaatlichung der Stromversorgung in Sachsen ging das Kraftwerk 1917 in Besitz der „Königlichen Direktion der staatlichen Elektrizitätswerke“ (ELDIR) und schließlich 1923 in die neu gegründete „Aktiengesellschaft Sächsische Werke“ (ASW). Zwischen 1942/43 und 1956/58 wurde eine Vorschaltanlage am Werk II errichtet, um die Leistung des Kraftwerks zu erhöhen. Die dafür benötigten Zwangsarbeiter waren im Zwangsarbeiterlager Seiferts Höhe untergebracht.
Im Kraftwerk wurde von 1911 bis 1992 ununterbrochen Elektroenergie erzeugt. Insgesamt betrug die erzeugte Energie 71.300.000 MWh. Die größte Energiemenge erzielte man im Jahre 1961 mit 2.037.800 MWh.
Die maximale installierte Leistung betrug 1960 330 MW. Der Kohleverbrauch belief sich auf 172 Millionen Tonnen. Die längste Betriebsdauer erreichte die „Maschine 5“ mit 413.499 Betriebsstunden und war von 1929 bis 1992 in Betrieb. Der „Dampfkessel 21“ war von 1921 bis 1982 in Betrieb und erlangte 410.252 Betriebsstunden. Das Kraftwerk beschäftigte etwa 5.000 Mitarbeiter in vier Generationen, unter ihnen Felix Gulich, welcher von 1920 bis 1981 im Kraftwerk beschäftigt war und mit 61 Jahren auf die längste Betriebszugehörigkeit verweisen kann.
In der DDR wurde hier unter dem Namen Kraftwerk Friedensgrenze bis 1982 weiter Kohle aus dem nahegelegenen, seit 1945 polnischen Tagebau Turów als Energieträger genutzt. Nachdem die Volksrepublik Polen die Kohlelieferungen einstellte, wurde stattdessen Kohle aus dem Tagebau Olbersdorf und Tagebau Berzdorf verbrannt. Da auch in der Folge von polnischer Seite die Annahme der bis dahin rückgeführten Asche verweigert wurde, entstand etwa drei Kilometer vom Kraftwerk entfernt an Wittgendorf angrenzend eine Spülhalde. Über Rohrleitungen wurde die mit Wasser vermischte Asche an diesen Standort gepumpt und deponiert. Das Sickerwasser führte man der Neiße zu.

### Denkmal
Das technisch veraltete Kraftwerk wurde im Jahre 1992 vom damaligen Betreiber, der Vereinigten Energiewerke AG (VEAG), aus wirtschaftlichen Gründen stillgelegt. Im gleichen Jahr wurden das Maschinenhaus des Werks II (erbaut 1918/1929) mit seinen technischen Anlagen und dem Verwaltungsgebäude unter Denkmalschutz gestellt. Erhalten sind außerdem das Hauptlager, die Pumpstation 1, Küche und Speisesaal sowie das Gießmannsdorfer Wehr. Alle Gebäude sind trotz ihrer unterschiedlichen Bauzeit von 1921 bis in die 1950er Jahre in Klinkerbauweise errichtet.
Seit der Stilllegung sorgte der Förderverein „Technisches Denkmal & Museum Kraftwerk Hirschfelde“ e. V., in dem sich vorwiegend ehemalige Mitarbeiter des Kraftwerks ehrenamtlich engagierten, für den Erhalt des Museums, welches eine einzigartige Industriearchitektur, Kraftwerkstechnik und einen Überblick über den Elektroenergie-Maschinenbau präsentiert.
Zum Erhalt hatte der Rechtsnachfolger der VEAG, Vattenfall Europe, eine Stiftungsinitiative ins Leben gerufen. Träger ist nunmehr die Stiftung Technisches Denkmal und Museum Kraftwerk Hirschfelde. Auf Grund der Baufälligkeit des Maschinenhauses musste das Kraftwerksmuseum im Juni 2017 geschlossen werden. Der Förderverein löste sich Ende 2017 auf. Ende Juni 2018 wurde das Maschinenhaus an den Eigentümer, die Lausitz Energie Bergbau AG (LEAG) zurückgegeben.
Die Kraftwerksstiftung löste den Sammlungsbestand auf und übergab die Exponate an Museen und Vereine. Ziel dieser Auslagerungen war es, den dauerhaften Erhalt der Exponate und deren Präsentation für Besucher an anderen Standorten zu ermöglichen. Die Stiftung konnte den Gesamtbestand der Archivunterlagen sichern, aufbereiten und bietet nun die Möglichkeit, das Erbe des Kraftwerks unter www.deutsche-digitale-bibliothek.de digital kennen zu lernen.
Die Stiftung Kraftwerk Hirschfelde widmet sich mittlerweile der digitalen Archivierung und Denkmalpflege und engagiert sich als Projektträger und Projektentwickler für die Industriekultur der Region. Darüber hinaus erarbeitet sie neue Themenbereiche zu den Schwerpunkten Regionalität und Nachhaltigkeit.

## Galerie

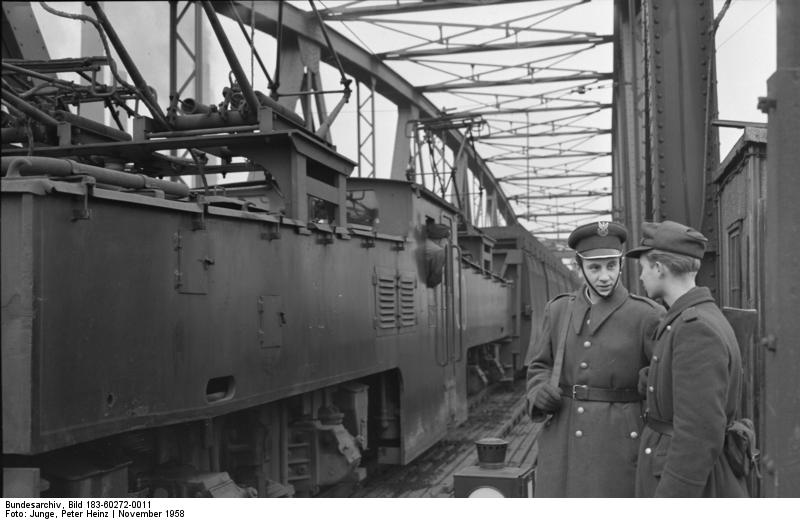
Anlieferung von Braunkohle aus Turów (1958)
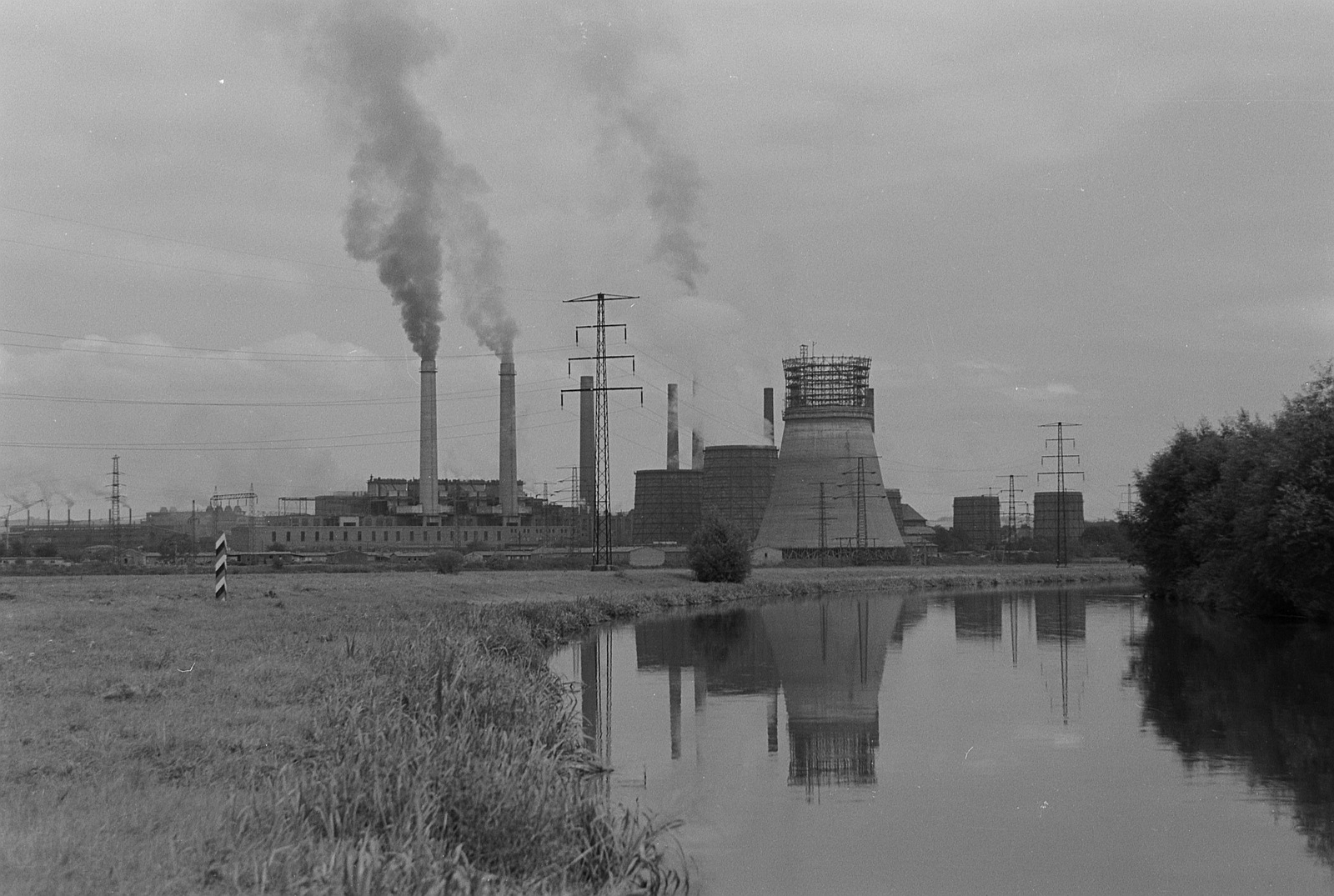
Blick auf das Kraftwerk während des Baus eines weiteren Kühlturmes (1960). Im Vordergrund eine in den 1920ern errichtete 110-kV-Freileitung nach Dresden
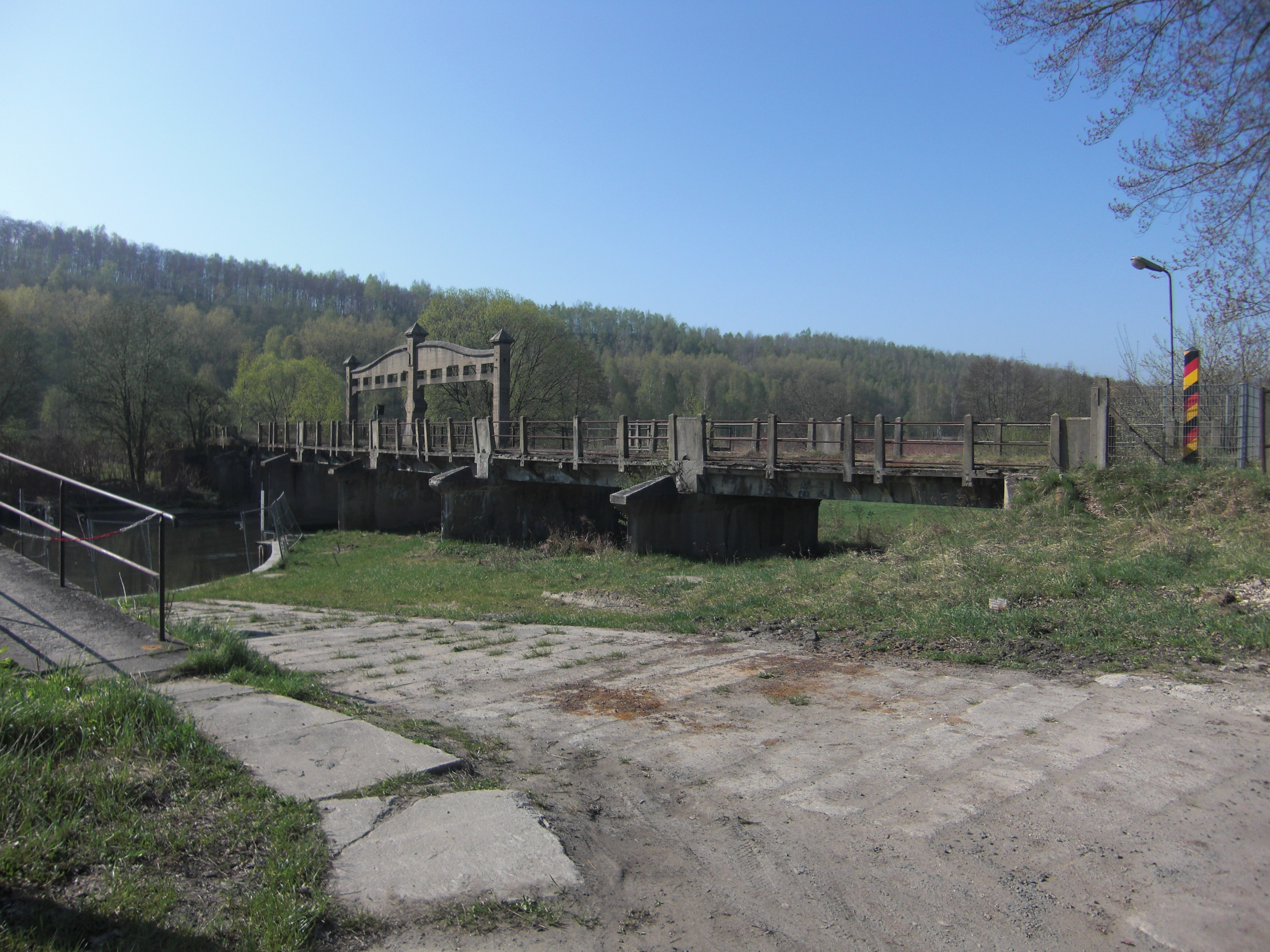
Die Brücke über die Neiße beim ehemaligen Kraftwerk heute.
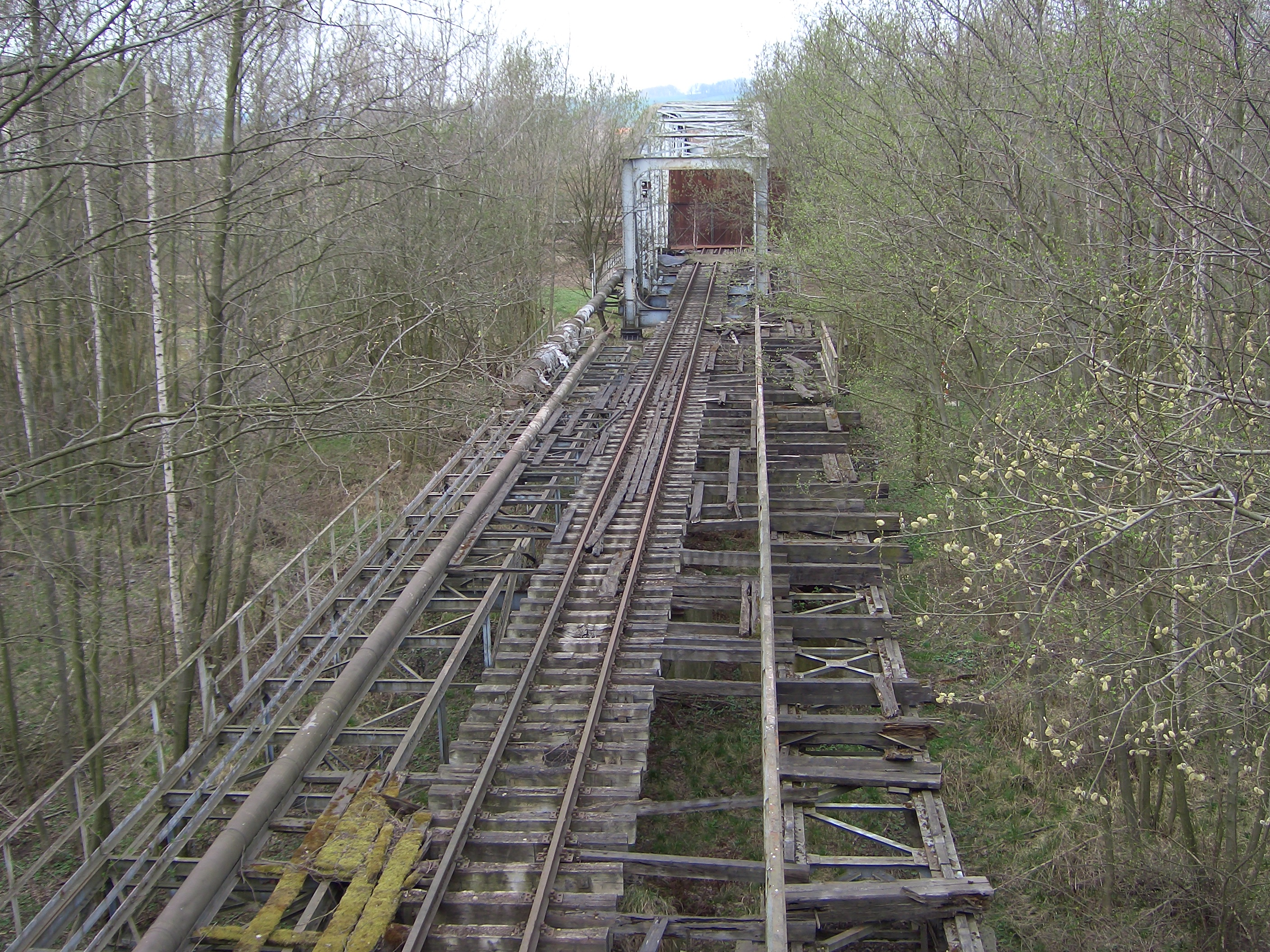
Ehemalige Aschebrücke zwischen Kraftwerk und Tagebau Turów